# Championnat de France de rugby à XIII 1961-1962
Navigation
Édition précédente Édition suivante
Le Championnat de France de rugby à XIII 1961-1962 oppose pour la saison 1961-1962 les meilleures équipes françaises de rugby à XIII au nombre de treize après une mini phase de championnat regroupant vingt-quatre équipes.

## Liste des équipes en compétition
| Albi Avignon Carcassonne Carpentras Cavaillon Lézignan Marseille Montpellier XIII Catalan La Réole Roanne Saint-Gaudens Tonneins Toulouse O. Villefranche Villeneuve |

Dix-sept équipes participent au championnat de France de première division avec les retrait du Bataillon de Joinville et de Lyon contrebalancés par les arrivées de La Réole, Limoux, Saint-Gaudens, Tonneins et Villefranche-de-Rouergue.

## Déroulement de la compétition
Le Championnat se décompose de trois phases :
- Une première regroupant six groupes de quatre équipes qui s'affrontent en match aller retour entre le 18 septembre et le 22 octobre 1961.
- Une seconde phase où les treize meilleurs clubs se disputent dans un championnat en matchs aller-retour entre le 23 octobre 1961 et le 30 mai 1962.
- Une troisième phase dite « phase finale » qui regroupe les huit meilleures équipes qui s'affrontent par élimination directe à partir de quarts de finale en match sur terrain neutre

Le Bataillon de Joinville, exempté de la première phase, est prévue d'intégrer la seconde phase de Championnat et porter au nombre de quatorze le nombre de participants, toutefois cette inclusion ne fut pas effective malgré la réanimation de Paris XIII intégrant l'effectif du Bataillon de Joinville.

### Classement de la première phase
| Rang | Nom           | Points | Matchs |
| ---- | ------------- | ------ | ------ |
| 1    | Roanne        | 18     | 6      |
| 2    | Mulhouse      | 12     | 6      |
| 3    | Saint-Étienne | 12     | 6      |
| 4    | Nîmes         | 6      | 6      |

| Rang | Nom               | Points | Matchs |
| ---- | ----------------- | ------ | ------ |
| 1    | Cavaillon         | 16     | 6      |
| 2    | Carpentras        | 14     | 6      |
| 3    | Marseille         | 12     | 6      |
| 4    | Salon-de-Provence | 6      | 6      |

| Rang | Nom                      | Points | Matchs |
| ---- | ------------------------ | ------ | ------ |
| 1    | Lézignan                 | 17     | 6      |
| 2    | Avignon                  | 13     | 6      |
| 3    | Villefranche-de-Rouergue | 12     | 6      |
| 4    | Limoux                   | 6      | 6      |

| Rang | Nom           | Points | Matchs |
| ---- | ------------- | ------ | ------ |
| 1    | XIII Catalan  | 16     | 6      |
| 2    | Saint-Gaudens | 16     | 6      |
| 3    | Montpellier   | 10     | 6      |
| 4    | Pamiers       | 6      | 6      |

| Rang | Nom         | Points | Matchs |
| ---- | ----------- | ------ | ------ |
| 1    | Carcassonne | 17     | 6      |
| 2    | Albi        | 15     | 6      |
| 3    | Miramont    | 8      | 6      |
| 4    | Tonneins    | 8      | 6      |

| Rang | Nom                | Points | Matchs |
| ---- | ------------------ | ------ | ------ |
| 1    | Toulouse           | 16     | 6      |
| 2    | Villeneuve-sur-Lot | 16     | 6      |
| 3    | Facture            | 9      | 6      |
| 4    | La Réole           | 7      | 6      |

|  | Qualifié pour le championnat de division nationale                |
|  | Reversé dans le championnat de première division (second échelon) |

### Classement de la deuxième phase
| Classement | Club               | Points | Matchs |
| 1er        | Albi               | 61     | 24     |
| 2e         | Roanne             | 59     | 24     |
| 3e         | XIII Catalan       | 57     | 24     |
| 4e         | Carcassonne        | 57     | 24     |
| 5e         | Toulouse           | 54     | 24     |
| 6e         | Lézignan           | 53     | 24     |
| 7e         | Villeneuve-sur-Lot | 52     | 24     |
| 8e         | Saint-Gaudens      | 50     | 24     |
| 9e         | Avignon            | 45     | 24     |
| 10e        | Montpellier        | 38     | 24     |
| 11e        | Cavaillon          | 34     | 24     |
| 12e        | Carpentras         | 32     | 24     |
| 13e        | Marseille          | 31     | 24     |

|  | Qualifié pour les quarts-de-finale |

## Phase finale
|  | Quarts de finale                   | Quarts de finale                   | Quarts de finale                   | Quarts de finale                   |                    |                    | Demi-finales              | Demi-finales              | Demi-finales              | Demi-finales              |  |  | Finale                    | Finale                    | Finale                    | Finale                    |
|  |                                    |                                    |                                    |                                    |                    |                    |                           |                           |                           |                           |  |  |                           |                           |                           |                           |
|  | Le 6 mai 1962 à Villeneuve-sur-Lot | Le 6 mai 1962 à Villeneuve-sur-Lot | Le 6 mai 1962 à Villeneuve-sur-Lot | Le 6 mai 1962 à Villeneuve-sur-Lot |                    |                    | Le 13 mai 1962 à Toulouse | Le 13 mai 1962 à Toulouse | Le 13 mai 1962 à Toulouse | Le 13 mai 1962 à Toulouse |  |  | Le 20 mai 1962 à Toulouse | Le 20 mai 1962 à Toulouse | Le 20 mai 1962 à Toulouse | Le 20 mai 1962 à Toulouse |
|  | Le 6 mai 1962 à Villeneuve-sur-Lot | Le 6 mai 1962 à Villeneuve-sur-Lot | Le 6 mai 1962 à Villeneuve-sur-Lot | Le 6 mai 1962 à Villeneuve-sur-Lot |                    |                    | Le 13 mai 1962 à Toulouse | Le 13 mai 1962 à Toulouse | Le 13 mai 1962 à Toulouse | Le 13 mai 1962 à Toulouse |  |  | Le 20 mai 1962 à Toulouse | Le 20 mai 1962 à Toulouse | Le 20 mai 1962 à Toulouse | Le 20 mai 1962 à Toulouse |
|  | Albi                               | Albi                               | 5                                  | 5                                  |                    |                    | Le 13 mai 1962 à Toulouse | Le 13 mai 1962 à Toulouse | Le 13 mai 1962 à Toulouse | Le 13 mai 1962 à Toulouse |  |  | Le 20 mai 1962 à Toulouse | Le 20 mai 1962 à Toulouse | Le 20 mai 1962 à Toulouse | Le 20 mai 1962 à Toulouse |
|  | Albi                               | Albi                               | 5                                  | 5                                  |                    |                    | Le 13 mai 1962 à Toulouse | Le 13 mai 1962 à Toulouse | Le 13 mai 1962 à Toulouse | Le 13 mai 1962 à Toulouse |  |  | Le 20 mai 1962 à Toulouse | Le 20 mai 1962 à Toulouse | Le 20 mai 1962 à Toulouse | Le 20 mai 1962 à Toulouse |
|  | Saint-Gaudens                      | Saint-Gaudens                      | 2                                  | 2                                  |                    |                    | Le 13 mai 1962 à Toulouse | Le 13 mai 1962 à Toulouse | Le 13 mai 1962 à Toulouse | Le 13 mai 1962 à Toulouse |  |  | Le 20 mai 1962 à Toulouse | Le 20 mai 1962 à Toulouse | Le 20 mai 1962 à Toulouse | Le 20 mai 1962 à Toulouse |
|  | Saint-Gaudens                      | Saint-Gaudens                      | 2                                  | 2                                  | Albi               | Albi               | 18                        | 18                        |                           |                           |  |  | Le 20 mai 1962 à Toulouse | Le 20 mai 1962 à Toulouse | Le 20 mai 1962 à Toulouse | Le 20 mai 1962 à Toulouse |
|  | Le 6 mai 1962 à Albi               |                                    |                                    |                                    | Albi               | Albi               | 18                        | 18                        |                           |                           |  |  | Le 20 mai 1962 à Toulouse | Le 20 mai 1962 à Toulouse | Le 20 mai 1962 à Toulouse | Le 20 mai 1962 à Toulouse |
|  |                                    |                                    | Carcassonne                        | Carcassonne                        | 5                  | 5                  |                           |                           |                           |                           |  |  | Le 20 mai 1962 à Toulouse | Le 20 mai 1962 à Toulouse | Le 20 mai 1962 à Toulouse | Le 20 mai 1962 à Toulouse |
|  | Carcassonne                        | Carcassonne                        | Carcassonne                        | Carcassonne                        | 5                  | 5                  | 20                        | 20                        |                           |                           |  |  | Le 20 mai 1962 à Toulouse | Le 20 mai 1962 à Toulouse | Le 20 mai 1962 à Toulouse | Le 20 mai 1962 à Toulouse |
|  | Carcassonne                        | Carcassonne                        | Le 13 mai 1962 à Lézignan          |                                    |                    |                    | 20                        | 20                        |                           |                           |  |  | Le 20 mai 1962 à Toulouse | Le 20 mai 1962 à Toulouse | Le 20 mai 1962 à Toulouse | Le 20 mai 1962 à Toulouse |
|  | Toulouse                           | Toulouse                           | 10                                 | 10                                 |                    |                    |                           |                           |                           |                           |  |  | Le 20 mai 1962 à Toulouse | Le 20 mai 1962 à Toulouse | Le 20 mai 1962 à Toulouse | Le 20 mai 1962 à Toulouse |
|  | Toulouse                           | Toulouse                           | 10                                 | 10                                 | Albi               | Albi               | 14                        | 14                        |                           |                           |  |  |                           |                           |                           |                           |
|  | Le 6 mai 1962 à Avignon            |                                    |                                    |                                    | Albi               | Albi               | 14                        | 14                        |                           |                           |  |  |                           |                           |                           |                           |
|  |                                    |                                    | Villeneuve-sur-Lot                 | Villeneuve-sur-Lot                 | 7                  | 7                  |                           |                           |                           |                           |  |  |                           |                           |                           |                           |
|  | Villeneuve-sur-Lot                 | Villeneuve-sur-Lot                 | Villeneuve-sur-Lot                 | Villeneuve-sur-Lot                 | 7                  | 7                  | 8                         | 8                         |                           |                           |  |  |                           |                           |                           |                           |
|  | Villeneuve-sur-Lot                 | Villeneuve-sur-Lot                 |                                    |                                    |                    |                    |                           |                           |                           |                           |  |  |                           |                           |                           |                           |
|  | Roanne                             | Roanne                             | 7                                  | 7                                  |                    |                    |                           |                           |                           |                           |  |  |                           |                           |                           |                           |
|  | Roanne                             | Roanne                             | 7                                  | 7                                  | Villeneuve-sur-Lot | Villeneuve-sur-Lot | 2                         | 2                         |                           |                           |  |  |                           |                           |                           |                           |
|  | Le 6 mai 1962 à Carcassonne        |                                    |                                    |                                    | Villeneuve-sur-Lot | Villeneuve-sur-Lot | 2                         | 2                         |                           |                           |  |  |                           |                           |                           |                           |
|  |                                    |                                    | XIII Catalan                       | XIII Catalan                       | 0                  | 0                  |                           |                           |                           |                           |  |  |                           |                           |                           |                           |
|  | XIII Catalan                       | XIII Catalan                       | XIII Catalan                       | XIII Catalan                       | 0                  | 0                  | 22                        | 22                        |                           |                           |  |  |                           |                           |                           |                           |
|  | XIII Catalan                       | XIII Catalan                       |                                    |                                    |                    |                    |                           | 22                        |                           |                           |  |  |                           |                           |                           |                           |
|  | Lézignan                           | Lézignan                           | 10                                 | 10                                 |                    |                    |                           |                           |                           |                           |  |  |                           |                           |                           |                           |
|  | Lézignan                           | Lézignan                           | 10                                 | 10                                 |                    |                    |                           |                           |                           |                           |  |  |                           |                           |                           |                           |
|  |                                    |                                    |                                    |                                    |                    |                    |                           |                           |                           |                           |  |  |                           |                           |                           |                           |

### Finale
(mt : -)
Homme du match :
Points marqués :
- Albi: 2 essais de Bonnet, 2 transformations de Deffez, 1 pénalité de Deffez, 1 drop de Villeneuve
- Villeneuve: 1 essai de Dubon, 2 pénalités de Garnung

Évolution du score : 
Arbitre : 
Spectateurs : 12 068
Composition des équipes :
- Albi: Marcel Bonnet - Jacques Séguret, Roger Garrigue, José Vergniory, Claude Deffez - Jean Villeneuve, Bernard Fabre - Marcel Bescos, André Vadon, Honoré Conti, Claude André, Pierre Laurent, Yves Bégou - Entraîneur : Marcel Blanc
- Villeneuve: Pierre Touton - Coyette, Roger Garnung, Étienne Courtine, Jacques Dubon - Jacques Merquey, Michel Montclus - Guy Nogaro, Robert Majorel, Jean Planté, Jean Panno, Christian Sabatié, Nardou - Entraîneur : Raoul Manieu

## Effectifs des équipes présentes
| Albi         | Claude André Yves Bégou Gabriel Bellot Jacques Bertrand Marcel Bescos Marcel Bonnet Chaubard Honoré Conti Claude Deffez Bernard Fabre Georges Fages Ferret Roger Garrigue Pierre Laurent Jacques Séguret André Vadon Gilbert Verdié José Vergniory Jacques Vergnol Jean Villeneuve Bernard Wayssençon Entraîneur : Marcel Blanc | Villeneuve-sur-Lot | Étienne Courtine Coyette Jacques Dubon Roger Garnung Jacques Gruppi Robert Majorel Jacques Merquey Michel Montclus Nardou Guy Nogaro Jean Panno Jean Planté Christian Sabatié Pierre Touton Entraîneur : Raoul Manieu |
| Roanne       | Gérard Belivaud Bordin Roger Bravo Gérard Chalet (o) Édouard Duseigneur Robert Eramouspé Serge Estiau Jean Etcheberry Jacques Fernandez Claude Mantoulan Antoine Montcel Aldo Quaglio Jean Rouqueirol (m) Tanzilli Bernard Vizier Entraîneur : René Duffort                                                                     | Toulouse           | Georges Aillères André Archidec Jean Etcheberry Jean Kaczmarek André Lacaze Pierre Lacaze A. Laurent (o) Roger Llanas Gérard Lô Marquet (m) André Paga Pierre Parpagiola Piquemal Hugues Viès                         |
| Carcassonne  | Pierre Azalbert Jean Cabrol Henri Castel Camille Combeau Pierre Escourrou Antoine Pennavayre Louis Poletti Louis Vergé | Montpellier        | Enterieu Barcello Barry Bernadoy Blanc Bou Boutonnet Calvet Carmouze Dauriac Giriat Joseph Guiraud Hervera Ounanian Pepeder M. Plana Pierre Plô Henri Tatarzinski                                                     |
| Carpentras   | Albert Coudal Dugas Eixarch Farnoud André Ferren Francheski Luri Marse Michel Monepero Nicollet Soumille | Marseille          | Auguste Ambert Antranick Apellian Michel Blanc Roger Carmouze Cruciani Damiani Durm Jean Graciet Mariat Pierccechi Gabriel Rinaldi Francis Rossi Vanini                                                               |
| Cavaillon    | Allègre Bouffard Chabas David Duffau Duranton Giron Gros Lucia Peytier Robert Saux Tallet | XIII Catalan       | Yves Civil |
| Lézignan     | Gilbert Benausse Louis Calmet Antoine Esquiva Michel Boule | Avignon            | Marius Frattini René Jean Roger Rey |
| Villefranche | Jean Deloncle | Saint-Gaudens      | Albert Lavantes |